# Arte concreto

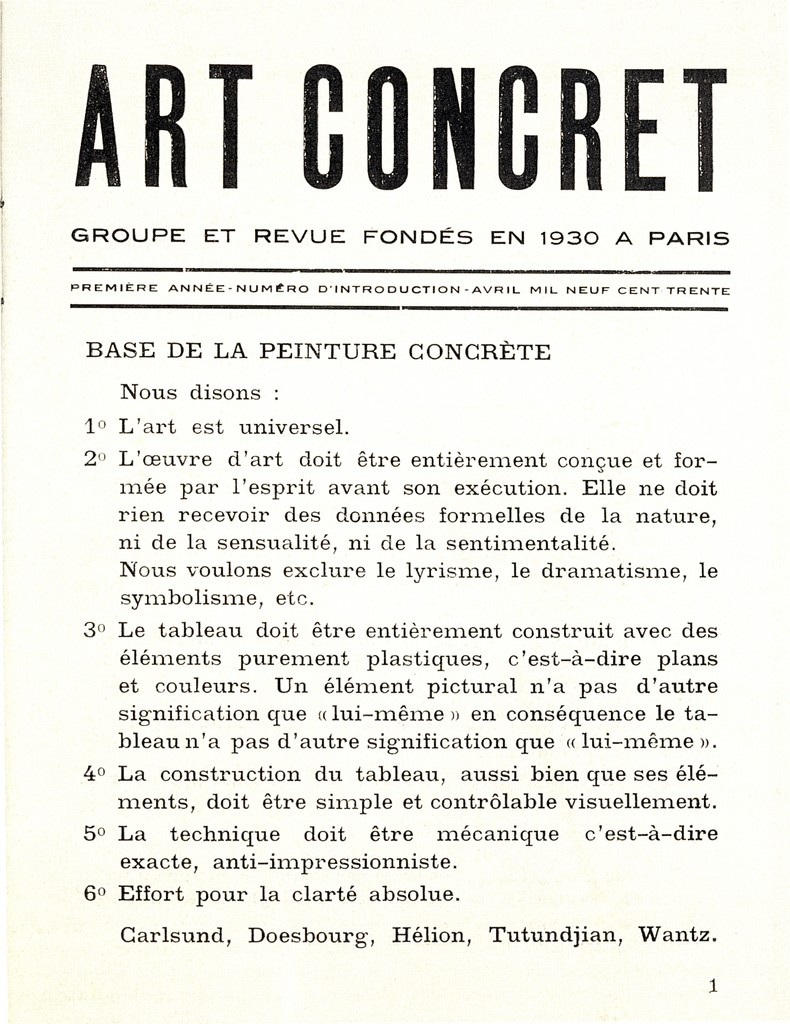
folio de art concret

El arte concreto o concretismo es una tendencia dentro de la pintura abstracta que se desarrolló durante los años 1930 a partir de la obra de De Stijl, los futuristas y Kandinsky en torno al pintor suizo Max Bill (1908-1994). La expresión arte concreto fue introducida por primera vez por Theo van Doesburg en su «Manifiesto de arte concreto» (1930). Tal como él lo entiende, esta forma de abstracción debe liberarse de cualquier asociación simbólica con la realidad, argumentando que las líneas y los colores son concretos por sí mismos. Predomina la forma sobre el color; se usan colores planos.
Max Bill llevó esta idea más allá, organizando la primera exposición internacional en 1944. Fructificó en el norte de Italia, en Francia y en Colombia en los años 1940 y 1950 a través de la obra de grupos como Movimento d'arte concreta (MAC) y Espace. Fue llevado a la práctica por el grupo Abstraction-Création y en años posteriores en México y en Uruguay.
Otros artistas de esta tendencia fueron Naum Gabo (1890-1977) y Auguste Herbin (1882-1960). 
Con posterioridad a la Segunda Guerra Mundial (1945), se desarrolla el neoconcretismo o pintura neoconcreta, en paralelo con el informalismo. Cultiva una pintura abstracta del tipo "borde duro". Esta abstracción geométrica fue representada por autores como Max Bill, Richard Paul Lohse y Zdenek Sykora.